# Isla Asunción

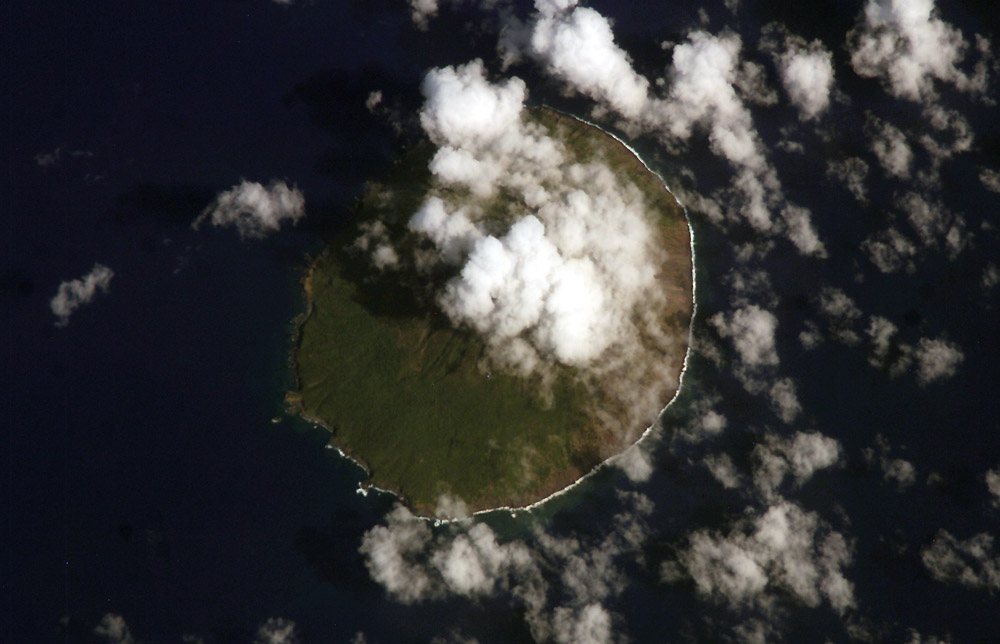
Vista satelital de Asunción.

Asunción es una isla deshabitada perteneciente a las Islas Marianas del Norte, un territorio en unión política con Estados Unidos con una localización estratégica en el Pacífico Norte.
Está situada a 101 km al noroeste de Agrihan y 37 km al sureste de las Islas Maug. Es la tercera isla desde el Norte de las Marianas.
La isla está constituida por un volcán que llega a los 857 metros de altura, y ocupa un área terrestre de 7,31 km² . La mayoría de su costa es rocosa y acantilada. Administrativamente forma parte del Municipio de las Islas del Norte.